# Lorena Bertini
Lorena Bertini (Roma, 29 maggio 1960) è una doppiatrice, dialoghista e direttrice del doppiaggio italiana ex moglie del collega Marco Guadagno, da cui ha avuto tre figlie.
Nota per aver doppiato Jennie Garth nelle serie TV Beverly Hills 90210 e Le cose che amo di te e in altre sue apparizioni.
Inoltre ha doppiato Cameron Diaz, Kelly Preston in Innamorati cronici, Alicia Silverstone in Ragazze a Beverly Hills, Mira Sorvino in Blue in the Face e Anne Heche in So cosa hai fatto.

## Doppiaggio

### Cinema
- Cameron Diaz in Due mariti per un matrimonio, Acque profonde
- Natascha McElhone in The Truman Show, Ronin
- Laurie Metcalf in Scream 2
- Kelly Preston in Innamorati cronici
- Alicia Silverstone in Ragazze a Beverly Hills
- Mira Sorvino in Blue in the Face
- Anne Heche in So cosa hai fatto

### Televisione

#### Live action
- Jennie Garth in Beverly Hills 90210, Melrose Place, Le cose che amo di te, Un matrimonio sotto l'albero

#### Animazione
- Sunni Gummi ne I Gummi
- Farforsa ne I Wuzzles